# Isamu Akasaki
Isamu Akasaki (30. ledna 1929 Čiran, dnes součást města Minamikjúšú v prefektuře Kagošima – 1. dubna 2021) byl japonský odborník na technologii polovodičů. Spolu s Hirošim Amanem a Shujim Nakamurou získal Nobelovu cenu za fyziku za rok 2014. Byla udělena za vývoj modrých světelných diod umožňujících vytvoření nového, ekologického světelného zdroje.
Akasaki absolvoval roku 1952 Kjótskou univerzitu a po studiu pracoval ve firmě Kobe Kogyo Corporation, nyní začleněné do firmy Fujitsu. Doktorát získal na univerzitě v Nagoji roce 1964, kde pak začal učit, od roku 1981 jako řádný profesor. Zároveň působil v Macušitově výzkumném ústavu v Tokiu, kde se koncem šedesátých let začal zabývat světelnými diodami a později učinil zásadní objevy, umožňující konstrukci současných modrých světelných diod. Emeritován byl jako profesor roku 1992, v říjnu 2006 vznikl při univerzitě v Nagoji Akasakiho institut. Akasaki je nositelem Kjótské ceny za moderní technologie (2009) a Edisonovy medaile (2011), udělované americkým Institutem elektrického a elektronického inženýrství (IEEE).

## Vyznamenání
- Medaile cti s fialovou stuhou – 1997
- Řád vycházejícího slunce III. třídy – 2002
- Řád kultury – 2011